# Гатиев, Эдуард Рамазанович
Эдуа́рд Рамаза́нович Гати́ев (3 марта 1978, СССР) — российский футболист, защитник.

## Карьера
Профессиональную карьеру начал в 1996 году в клубе «Иристон» из Владикавказа, за который играл до 1998 года, проведя за это время 51 матч и забив 1 гол. С 1999 по 2003 год выступал в составе владикавказского «Автодора», сыграл 130 матчей и забил 17 мячей в ворота соперников. В 2004 году перешёл в тольяттинскую «Ладу», за которую выступал до 2005 года, сыграв за это время 63 матча и забив 3 мяча. В 2006 году переехал в Белоруссию в минский «Локомотив», за который сыграл 12 матчей и забил 3 мяча. Сезон 2007 года провёл в клубе «Гомель», с которым по итогам сезона стал серебряным призёром чемпионата Белоруссии. В 2008 году играл за солигорский «Шахтёр», дошёл с ним до финала Кубка Белоруссии, в котором, однако, солигорцы потерпели поражение от клуба «МТЗ-РИПО» со счётом 1:2. В 2009 году вернулся в родной «Автодор», за который был официально заявлен 2 апреля, но провёл за клуб всего 2 игры.

## Достижения
- Серебряный призёр чемпионата Белоруссии (1): 2007 (ФК «Гомель»)
- Финалист Кубка Белоруссии (1): 2007/08 (ФК «Шахтёр»)